# Władysław Oszelda
Władysław Oszelda (ur. 18 maja 1907 w Zdoni, zm. 10 sierpnia 2005 w Cieszynie) – polski dziennikarz, działacz polonijny.

## Życiorys
Syn Jerzego i Zofii z Marczyńskich. Ukończył średnią szkołę handlową w Cieszynie, a w 1935 Wyższą Szkołę Dziennikarską w Warszawie. Od 1933 sekretarz redakcji, następnie redaktor miesięcznika „Polacy Za granicą”, organizator i redaktor naczelny wydawnictwa Światowego Związku Polaków z Zagranicy. W 1937 objął stanowisko zastępcy sekretarza generalnego Związku Pisarzy i Publicystów Emigracyjnych, został też członkiem Związku Pionierów Kolonialnych.
Okres II wojny światowej spędził na Wileńszczyźnie, po czym powrócił do Cieszyna, w którym mieszkał od dwunastego roku życia. Po wojnie należał do grona osób, które reaktywowało Towarzystwo Sportowe Piast Cieszyn. Grał w piłkę nożną, przez krótki czas reprezentował cieszyński klub. Pracował w „Dzienniku Zachodnim” i Polskiej Agencji Prasowej. W okresie PRL współpracował z Radiem Wolna Europa i Jerzym Giedroyciem. Przez kilkadziesiąt lat prowadził cieszyński Klub Propozycji. W 1990 brał udział w powołaniu Stowarzyszenia „Wspólnota Polska”.
W 1988 otrzymał Nagrodę im. Karola Miarki, a w 2003 Nagrodę im. ks. Leopolda Jana Szersznika, przyznawaną przez władze powiatu cieszyńskiego w dziedzinie kultury.
Do końca życia pozostał aktywnym dziennikarzem, redagując pismo „Cieszyński Interklub Społeczny”, rozsyłane do środowisk polonijnych.
Od 1948 był mężem Jadwigi z Bartosińskich (1923–2018), z którą miał syna Jerzego (poetę i ekologa) oraz córkę Katarzynę.
Zmarł 10 sierpnia 2005 w Cieszynie. Pochowany w Alei Zasłużonych Cmentarza Centralnego w Cieszynie (sektor VI-A-7).

## Odznaczenia
- Krzyż Wielki Orderu Odrodzenia Polski (2002, w uznaniu wybitnych zasług w pracy publicystycznej, za osiągnięcia w działalności na rzecz rozwoju współpracy z Polonią Zagraniczną)[11]
- Srebrny Krzyż Zasługi[3]
- Medal za Długoletnie Pożycie Małżeńskie (1999)[12]
- Odznaka 1000-lecia Państwa Polskiego[3]
- Odznaka „Zasłużony Działacz Kultury”[3]
- Złota Odznaka „Zasłużony w rozwoju województwa katowickiego” (1964)[3]
- Złota Odznaka Towarzystwa Rozwoju Ziem Zachodnich[3]
- Złota Odznaka Ligi Ochrony Przyrody[3]
- Odznaka Związku Polaków w Niemczech[3]
- Odznaka Związku Polaków w Brazylii[3]